# والتر أ. طومسون
والتر أ. طومسون (بالإنجليزية: Walter A. Thompson)‏ هو مونتير أمريكي، ولد في 8 مايو 1903، وتوفي في 17 ديسمبر 1975 في لوس أنجلوس في الولايات المتحدة.

## وصلات خارجية
- والتر أ. طومسون على موقع IMDb (الإنجليزية)
- والتر أ. طومسون على موقع ألو سيني (الفرنسية)
- والتر أ. طومسون على موقع أول موفي (الإنجليزية)
- والتر أ. طومسون على موقع قاعدة بيانات الأفلام السويدية (السويدية)
- والتر أ. طومسون على موقع قاعدة بيانات الفيلم (الإنجليزية)
- والتر أ. طومسون على موقع كينوبويسك (الروسية)